# Семененко Петро (священник)
Петро́ Семе́ненко (1814 — 1886) — польський католицький священник родом з Підляшшя, проповідник і письменник.
Співзасновник чернечого Згромадження Змартвихвстанців (1836) та їх головний настоятель у Римі (1873—1886), брав діяльну участь у справах Греко-католицької церкви за понтифікату Пія IX і Льва XIII і ставився до неї прихильно.